# إبراهيم بن داود (لاعب)
إبراهيم بن داود (بالفرنسية: Brahim Ben Daoud)‏ هو لاعب كرة قدم فرنسي من مواليد 7 ماي 1994، يشغل مركز مهاجم بنادي إستر.

## روابط خارجية
- إبراهيم بن داود على موقع قاعدة بيانات كرة القدم.إي يو (الإنجليزية)
- إبراهيم بن داود على موقع Soccerway.com (الإنجليزية)
- Brahim Ben Daoud foot-national.com Profile